# Karl Friedrich Stäudlin
Karl Friedrich Stäudlin est un théologien protestant allemand, né le 25 juillet 1761 à Stuttgart et mort le 5 juillet 1826 à Gœttingue.
Il fut professeur de théologie et conseiller du Consistoire à Gœttingue. 

## Œuvres
On a de lui d'importants travaux sur la théologie, la philosophie, et l'histoire de ces deux sciences, notamment :
- Histoire et esprit du Scepticisme, Leips., 1794;
- Manuel de la morale et du dogme, 1798;
- Histoire universelle de l'Église chrétienne, 1806;
- Histoire générale de l'Église d'Angleterre, 1816;
- Histoire de la philosophie morale, 1823;
- Bibliographie et histoire de l'Histoire de l’Église, 1827 (posthume).